# Cambridge Without
Cambridge Without var en civil parish 1912–1923 när det uppgick i Cambridge i grevskapet Cambridgeshire i England. Civil parish hade 5 592 invånare år 1921.